# Victoria (Colúmbia Britànica)
Victoria és la ciutat capital de la província de la Colúmbia Britànica, al Canadà. És la segona ciutat més poblada de la província després de Vancouver. Està situada a l'extrem meridional de l'illa de Vancouver molt a prop de la costa de Washington als Estats Units d'Amèrica. S'hi pot arribar per transport marítim o per avió a l'Aeroport Internacional de Victoria.
Fou erigida per la Hudson's Bay Company l'any 1843 sota el nom de Forts Albert en un lloc anomenat Camosun pels indígenes songhees. Aviat se li canvià el nom pel de Fort Victoria en honor de la Reina Victòria d'Anglaterra.

## Fills il·lustres
- William Vickrey (1914 - 1996) economista, Premi Nobel d'Economia de l'any 1996.

## Ciutats agermanades
- Khabàrovsk, Rússia
- Napier, Nova Zelanda
- Morioka, Japó
- Suzhou, Xina